# Alice, Darling
Alice, Darling és una pel·lícula de thriller psicològic del 2022 dirigida per Mary Nighy, en el seu debut com a directora, a partir d'un guió d'Alanna Francis. La pel·lícula és protagonitzada per Anna Kendrick, Kaniehtiio Horn, Charlie Carrick i Wunmi Mosaku. S'ha doblat i subtitulat al català.
Alice, Darling es va exhibir per primer cop al Festival Internacional de Cinema de Toronto l'11 de setembre de 2022 i es va estrenar el 30 de desembre de 2022 a Los Angeles, abans d'una estrena més àmplia als Estats Units 20 de gener de 2023, exclusivament als cinemes AMC.